# Xyloprista fisheri
Xyloprista fisheri är en skalbaggsart som beskrevs av Rai 1978. Xyloprista fisheri ingår i släktet Xyloprista och familjen kapuschongbaggar. Inga underarter finns listade i Catalogue of Life.